# レディング・レイラーズ
レディング・レイラーズ (Reading Railers) は、プレミア・バスケットボール・リーグ (PBL) に所属したバスケットボールチームである。ペンシルベニア州レディングのソヴリン・センターを本拠地とし、2007年に発足した。レイラーズはアメリカン・バスケットボール・アソシエーションに所属した。
レイラーズは2008-2009シーズンのPBLには出場しないことを選択。レイラーズは2009-2010シーズンのPBLでも復帰せず、活動停止と判断された。